# David Rjazanov
David Borisovitj Rjazanov (ryska: Давид Борисович Рязанов), född 10 mars 1870 i Odessa i Kejsardömet Ryssland, död 21 januari 1938 i Saratov, var en rysk marxist, bibliograf och arkivarie.

## Biografi

### Från narodnikerna till oktoberrevolutionen
David Rjazanov gick som 15-åring med i den revolutionära gruppen narodnikerna. För sitt engagemang blev han arresterad och satt fem år i fängelse. Som 19-åring kom han i kontakt med ryska marxistiska kretsar. Två år senare blev han sänd till ett katorga-läger av Ochranan, kejsardömet Rysslands politiska polis. Han var kvar där i fyra år. År 1900 gick han i exil och började att skriva för de revolutionära tidningarna Iskra och Zarja samt började efter förmåga sprida Marx texter och idéer.
Under revolutionen 1905 återvände han till Ryssland, men då revolutionen misslyckades blev Rjazanov deporterad och gick än en gång i exil. Då började han att skriva om Första internationalens historia.
Han stred 1914 i första världskriget och deltog 1915 i Andra internationalens Zimmerwaldkonferensen. Rjazanov återvände till Ryssland efter februarirevolutionen 1917. Han samarbetade med Lev Trotskij och dennes lilla revolutionära grupp och gick med bolsjevikerna samtidigt som Trotskij och deltog i oktoberrevolutionen 1917.

### Under Sovjetunionen
David Rjazanov var med att grunda Marx-Engels-institutet efter revolutionen, som blev en av de viktigaste bidragarna till den sovjetiska filosofin. Åren 1918–1920 ledde han statsarkivet. Rjazanov var med att grunda Socialistiska akademin, senare Kommunistiska akademin. 
Under ett partimöte i början av 1920-talet efter det att Stalin tagit makten i Sovjetunionen gav Rjazanov följande replik efter att Stalin förespråkat sin teori om socialism i ett land: "Sluta med det där, Koba [Stalin], innan du gör dig löjlig. Vi vet allihop att det teoretiska inte precis är din starka sida."
År 1921 blev Rjazanov utsedd till Marx-Engels-institutets chef, vilket han var fram till 1931. Rjazanov fick tag på åtskilliga litterära samlingar utomlands. År 1930 innehöll Marx-Engels-institutet över 450 000 publikationer samt 175 000 kopior av verk av Marx och Engels från det tyska socialdemokratiska arkivet. Under hans tid på institutet utgavs Marx-Engels-Gesamtausgabe (MEGA), vilket är en samling över alla texter man hade tillgång till av Marx och Engels, bland andra Den tyska ideologin och Naturens dialektik. Rjazanov gav också ut verk av till exempel Diderot, Kautsky, Lafargue, Feuerbach, Hegel, Hobbes, Metterie, Helvétius, d'Holbach, Toland, Priestley och Plechanov.
År 1924 ska Rjazanov ha sagt att "Jag är varken mensjevik eller bolsjevik, jag är en marxist och som marxist är jag en kommunist".

### Tiden i Saratov
Rjazanov arresterades i februari 1931 för att ha påståtts tillhöra den "mensjevikiska centern" och blev utesluten ur partiet. Rjazanov bosatte sig i Saratov och jobbade i sex år på ett universitetsbibliotek. År 1937 blev han åter arresterad, denna gång för att vara i "högeropposition" och trotskist.
Den 21 januari 1938 blev han dömd till döden inför den militära högsta domstolen och avrättades samma dag.